# داکسینجار
داکسینجار (انگلیسی: Daksinajar; ۱۸ سپتامبر ۱۸۵۲ – ۱۳ سپتامبر ۱۹۰۶) همسر برادر ناتنی اش  چولالونگ کورن، پادشاه سیام بود.